# Liste des sénateurs du 115e congrès des États-Unis

Depuis 1913, chaque État américain élit deux sénateurs au Congrès des États-Unis. Le XVIIe amendement de la Constitution des États-Unis, voté en 1913, permet l'élection directe des sénateurs par les citoyens de chaque État. Avant 1913, ils sont choisis par les assemblées de l'État qu'ils représentent.
À la suite des élections sénatoriales de 2016, les républicains conservent la majorité sénatoriale avec 52 élus sur 100.

## Composition lors de la législature 2017-2019

Composition du Sénat.

La composition du Sénat pour la 115e législature fédérale (3 janvier 2017 – 3 janvier 2019) est la suivante :
- Parti républicain : 52
- Parti démocrate : 46
- Indépendants : 2 (Angus King du Maine et Bernie Sanders du Vermont, tous deux inscrits parmi les démocrates)

Lors de l'entrée en fonction du démocrate Doug Jones (Alabama) le 3 janvier 2018 en remplacement de Luther Strange, la majorité républicaine est abaissée à 51 sièges.

## Les présidences
- Président du Sénat : rôle constitutionnellement dévolu au vice-président des États-Unis, Mike Pence jusqu'au 20 janvier 2021, puis Kamala Harris ;
- Président pro tempore du Sénat (préside le Sénat à la place du vice-président des États-Unis, doyen des sénateurs du parti majoritaire) : Orrin Hatch (républicain, Utah) ;
- Senate Majority Leader (président du groupe des sénateurs du parti majoritaire) : Mitch McConnell (républicain, Kentucky) ;
- Senate Minority Leader (président du groupe des sénateurs du parti minoritaire) : Chuck Schumer (démocrate, État de New York) ;
- Senate Majority Whip (vice-président du groupe des sénateurs du parti majoritaire) : John Cornyn (républicain, Texas) ;
- Senate Minority Whip (vice-président du groupe des sénateurs du parti minoritaire) : Dick Durbin (démocrate, Illinois).

## Les sénateurs
| Sénateur               | État                 | Parti | Parti       | Début de mandat | Fin de mandat |
| ---------------------- | -------------------- | ----- | ----------- | --------------- | ------------- |
| Richard Shelby         | Alabama              |       | Républicain | 1987            | 2023          |
| Jeff Sessions          | Alabama              |       | Républicain | 2017            | 2017          |
| Luther Strange         | Alabama              |       | Républicain | 2017            | 2018          |
| Doug Jones             | Alabama              |       | Démocrate   | 2018            | 2021          |
| Lisa Murkowski         | Alaska               |       | Républicain | 2002            | 2023          |
| Dan Sullivan           | Alaska               |       | Républicain | 2015            | 2021          |
| John McCain            | Arizona              |       | Républicain | 1987            | 2018          |
| Jon Kyl                | Arizona              |       | Républicain | 2018            | 2018          |
| Jeff Flake             | Arizona              |       | Républicain | 2013            | 2019          |
| John Boozman           | Arkansas             |       | Républicain | 2011            | 2023          |
| Tom Cotton             | Arkansas             |       | Républicain | 2015            | 2021          |
| Dianne Feinstein       | Californie           |       | Démocrate   | 1993            | 2019          |
| Kamala Harris          | Californie           |       | Démocrate   | 2017            | 2023          |
| Richard Burr           | Caroline du Nord     |       | Républicain | 2005            | 2023          |
| Thom Tillis            | Caroline du Nord     |       | Républicain | 2015            | 2021          |
| Lindsey Graham         | Caroline du Sud      |       | Républicain | 2003            | 2021          |
| Tim Scott              | Caroline du Sud      |       | Républicain | 2013            | 2023          |
| Michael Bennet         | Colorado             |       | Démocrate   | 2009            | 2023          |
| Cory Gardner           | Colorado             |       | Républicain | 2015            | 2021          |
| Richard Blumenthal     | Connecticut          |       | Démocrate   | 2011            | 2023          |
| Chris Murphy           | Connecticut          |       | Démocrate   | 2013            | 2019          |
| Heidi Heitkamp         | Dakota du Nord       |       | Démocrate   | 2013            | 2019          |
| John Hoeven            | Dakota du Nord       |       | Républicain | 2011            | 2023          |
| John Thune             | Dakota du Sud        |       | Républicain | 2005            | 2023          |
| Mike Rounds            | Dakota du Sud        |       | Républicain | 2015            | 2021          |
| Christopher Coons      | Delaware             |       | Démocrate   | 2010            | 2021          |
| Tom Carper             | Delaware             |       | Démocrate   | 2001            | 2019          |
| Marco Rubio            | Floride              |       | Républicain | 2011            | 2023          |
| Bill Nelson            | Floride              |       | Démocrate   | 2001            | 2019          |
| Kelly Loeffler         | Géorgie              |       | Républicain | 2019            | 2021          |
| David Perdue           | Géorgie              |       | Républicain | 2015            | 2021          |
| Mazie Hirono           | Hawaï                |       | Démocrate   | 2013            | 2019          |
| Brian Schatz           | Hawaï                |       | Démocrate   | 2012            | 2023          |
| Jim Risch              | Idaho                |       | Républicain | 2009            | 2021          |
| Michael D. Crapo       | Idaho                |       | Républicain | 1999            | 2023          |
| Dick Durbin            | Illinois             |       | Démocrate   | 1997            | 2021          |
| Tammy Duckworth        | Illinois             |       | Démocrate   | 2017            | 2023          |
| Joe Donnelly           | Indiana              |       | Démocrate   | 2013            | 2019          |
| Todd Young             | Indiana              |       | Républicain | 2017            | 2023          |
| Chuck Grassley         | Iowa                 |       | Républicain | 1981            | 2023          |
| Joni Ernst             | Iowa                 |       | Républicain | 2015            | 2021          |
| Jerry Moran            | Kansas               |       | Républicain | 2011            | 2023          |
| Pat Roberts            | Kansas               |       | Républicain | 1997            | 2021          |
| Mitch McConnell        | Kentucky             |       | Républicain | 1985            | 2021          |
| Rand Paul              | Kentucky             |       | Républicain | 2011            | 2023          |
| Bill Cassidy           | Louisiane            |       | Républicain | 2015            | 2021          |
| John Neely Kennedy     | Louisiane            |       | Républicain | 2017            | 2023          |
| Angus King             | Maine                |       | Indépendant | 2013            | 2019          |
| Susan M. Collins       | Maine                |       | Républicain | 1997            | 2021          |
| Ben Cardin             | Maryland             |       | Démocrate   | 2007            | 2019          |
| Chris Van Hollen       | Maryland             |       | Démocrate   | 2017            | 2023          |
| Ed Markey              | Massachusetts        |       | Démocrate   | 2013            | 2021          |
| Elizabeth Warren       | Massachusetts        |       | Démocrate   | 2013            | 2019          |
| Gary Peters            | Michigan             |       | Démocrate   | 2015            | 2021          |
| Debbie Stabenow        | Michigan             |       | Démocrate   | 2001            | 2019          |
| Amy Klobuchar          | Minnesota            |       | Démocrate   | 2007            | 2019          |
| Al Franken             | Minnesota            |       | Démocrate   | 2009            | 2018          |
| Tina Smith             | Minnesota            |       | Démocrate   | 2018            | 2018          |
| Thad Cochran           | Mississippi          |       | Républicain | 1979            | 2018          |
| Cindy Hyde-Smith       | Mississippi          |       | Républicain | 2018            | 2018          |
| Roger Wicker           | Mississippi          |       | Républicain | 2007            | 2019          |
| Roy Blunt              | Missouri             |       | Républicain | 2011            | 2023          |
| Claire McCaskill       | Missouri             |       | Démocrate   | 2007            | 2019          |
| Steve Daines           | Montana              |       | Républicain | 2015            | 2021          |
| Jon Tester             | Montana              |       | Démocrate   | 2007            | 2019          |
| Ben Sasse              | Nebraska             |       | Républicain | 2015            | 2021          |
| Deb Fischer            | Nebraska             |       | Républicain | 2013            | 2019          |
| Catherine Cortez Masto | Nevada               |       | Démocrate   | 2017            | 2023          |
| Dean Heller            | Nevada               |       | Républicain | 2011            | 2019          |
| Jeanne Shaheen         | New Hampshire        |       | Démocrate   | 2009            | 2021          |
| Maggie Hassan          | New Hampshire        |       | Démocrate   | 2017            | 2023          |
| Bob Menendez           | New Jersey           |       | Démocrate   | 2006            | 2019          |
| Cory Booker            | New Jersey           |       | Démocrate   | 2013            | 2021          |
| Chuck Schumer          | New York             |       | Démocrate   | 1999            | 2023          |
| Kirsten Gillibrand     | New York             |       | Démocrate   | 2009            | 2019          |
| Tom Udall              | Nouveau-Mexique      |       | Démocrate   | 2009            | 2021          |
| Martin Heinrich        | Nouveau-Mexique      |       | Démocrate   | 2013            | 2019          |
| Sherrod Brown          | Ohio                 |       | Démocrate   | 2007            | 2019          |
| Rob Portman            | Ohio                 |       | Républicain | 2011            | 2023          |
| James Lankford         | Oklahoma             |       | Républicain | 2015            | 2023          |
| James Inhofe           | Oklahoma             |       | Républicain | 1995            | 2021          |
| Ron Wyden              | Oregon               |       | Démocrate   | 1997            | 2023          |
| Jeff Merkley           | Oregon               |       | Démocrate   | 2009            | 2021          |
| Pat Toomey             | Pennsylvanie         |       | Républicain | 2011            | 2023          |
| Bob Casey, Jr.         | Pennsylvanie         |       | Démocrate   | 2007            | 2019          |
| Jack Reed              | Rhode Island         |       | Démocrate   | 1997            | 2021          |
| Sheldon Whitehouse     | Rhode Island         |       | Démocrate   | 2007            | 2019          |
| Bob Corker             | Tennessee            |       | Républicain | 2007            | 2019          |
| Lamar Alexander        | Tennessee            |       | Républicain | 2003            | 2021          |
| Ted Cruz               | Texas                |       | Républicain | 2013            | 2019          |
| John Cornyn            | Texas                |       | Républicain | 2003            | 2021          |
| Orrin Hatch            | Utah                 |       | Républicain | 1977            | 2019          |
| Michael Lee            | Utah                 |       | Républicain | 2011            | 2023          |
| Patrick Leahy          | Vermont              |       | Démocrate   | 1975            | 2023          |
| Bernie Sanders         | Vermont              |       | Indépendant | 2007            | 2019          |
| Mark Warner            | Virginie             |       | Démocrate   | 2009            | 2021          |
| Tim Kaine              | Virginie             |       | Démocrate   | 2013            | 2019          |
| Joe Manchin            | Virginie-Occidentale |       | Démocrate   | 2012            | 2019          |
| Shelley Moore Capito   | Virginie-Occidentale |       | Républicain | 2015            | 2021          |
| Patty Murray           | Washington           |       | Démocrate   | 1993            | 2023          |
| Maria Cantwell         | Washington           |       | Démocrate   | 2001            | 2019          |
| Tammy Baldwin          | Wisconsin            |       | Démocrate   | 2013            | 2019          |
| Ron Johnson            | Wisconsin            |       | Républicain | 2011            | 2023          |
| John Barrasso          | Wyoming              |       | Républicain | 2007            | 2019          |
| Mike Enzi              | Wyoming              |       | Républicain | 1997            | 2021          |

## Listes historiques de sénateurs par État
- Alabama
- Alaska
- Arizona
- Arkansas
- Californie
- Caroline du Nord
- Caroline du Sud
- Colorado
- Connecticut
- Dakota du Nord
- Dakota du Sud
- Delaware
- Floride
- Géorgie
- Hawaï
- Idaho
- Illinois
- Indiana
- Iowa
- Kansas
- Kentucky
- Louisiane
- Maine
- Maryland
- Massachusetts
- Michigan
- Minnesota
- Mississippi
- Missouri
- Montana
- Nebraska
- Nevada
- New Hampshire
- New Jersey
- New York
- Nouveau-Mexique
- Ohio
- Oklahoma
- Oregon
- Pennsylvanie
- Rhode Island
- Tennessee
- Texas
- Utah
- Vermont
- Virginie
- Virginie-Occidentale
- Washington
- Wisconsin
- Wyoming